# NGC 7253/1
NGC 7253/1 је спирална галаксија у сазвежђу Пегаз која се налази на NGC листи објеката дубоког неба.
Деклинација објекта је + 29° 23' 49" а ректасцензија 22h 19m 27,3s. Привидна величина (магнитуда) објекта NGC 7253 износи 13,7 а фотографска магнитуда 14,4. NGC 72531 је још познат и под ознакама NGC 7253A, UGC 11984, MCG 5-52-10, VV 242, ARP 278, KCPG 566A, CGCG 494-14, PGC 68572.